# Drasteria picta
Drasteria picta — вид метеликів з родини еребід (Erebidae).

## Поширення
Вид поширений в Україні, на півдні Росії, у Казахстані, Туреччині, Сирії, Вірменії, Дагестані, Киргизстані, Узбекистані, Туркменістані, Монголії та Китаї (Тибет, Цинхай).

## Опис
Розмах крил близько 33-34 мм.

## Спосіб життя
Дорослі особини були зареєстровані на крилі з квітня по липень.